# Kongresswahl in den Föderierten Staaten von Mikronesien 2023
Die Kongresswahl in den Föderierten Staaten von Mikronesien 2023 fanden am 7. März 2023 statt.

## Hintergrund
Die Wahlen von 2019 führten zur Wiederwahl der dreizehn bisherigen Senatoren, die um eine neue Amtszeit kämpften, darunter drei, die in ihren Wahlkreisen ohne Gegenkandidaten gewählt wurden. Der damalige amtierende Präsident Peter Christian wurde jedoch als Senator des Bundesstaates Pohnpei besiegt, was zur indirekten Wahl von David Panuelo zum Präsidenten führte. Die gesetzgebenden Wahlen von 2021 führten zur Wiederernennung der zehn ausscheidenden Abgeordneten.
Präsident Panuelo trat bei den Wahlen 2023 für eine Wiederwahl an, gab jedoch bekannt, dass es seine letzte Amtszeit sein würde. Das Pacific Islands Forum entsandte ein Wahlbeobachter-Team unter der Leitung eines ranghohen Beamten der Wahlverwaltung der Republik Marshallinseln.

## Wahlsystem und Politik
Die Föderierten Staaten von Mikronesien sind eine föderale Präsidialrepublik. Der Präsident ist sowohl Staatsoberhaupt als auch Regierungschef. Es gibt keine politischen Parteien in den Föderierten Staaten von Mikronesien, alle Kandidaten und Gewählten sind unabhängig.
Der Kongress hat vierzehn Mitglieder. Vier von ihnen vertreten jeweils einen der vier föderierten Staaten und werden für eine Amtszeit von vier Jahren durch allgemeines Wahlrecht und durch die Bürger ihrer jeweiligen Staaten gewählt. Die verbleibenden zehn werden von Bürgern durch einfache Mehrheitsabstimmung für eine Amtszeit von zwei Jahren gewählt, aus zehn Wahlkreisen, die nach Bevölkerung aufgeteilt sind: fünf im Bundesstaat Chuuk, einer im Bundesstaat Kosrae, drei im Bundesstaat Pohnpei und einer im Bundesstaat Yap. Nach den gesetzgebenden Wahlen werden der Präsident und der Vizepräsident indirekt vom Kongress aus den Senatoren gewählt, für höchstens zwei aufeinanderfolgende Amtszeiten von jeweils vier Jahren. Ihre Positionen als Senatoren werden durch eine neue Wahl besetzt.